# Mets Ayrum
Mets Ayrum là một đô thị thuộc tỉnh Lori, Armenia. Dân số ước tính năm 2011 là 986 người.